# 352
352（三百五十二、さんびゃくごじゅうに）は、自然数、また整数において、351の次で353の前の数である。

## 性質
- 352は合成数であり、約数は 1, 2, 4, 8, 11, 16, 22, 32, 44, 88, 176, 352 である。
  - 約数の和は756。
    - 83番目の過剰数である。1つ前は350、次は354。
- 1/352 = 0.00284090909… (下線部は循環節で長さは2)
  - 逆数が循環小数になる数で循環節が2になる18番目の数である。1つ前は330、次は396。(オンライン整数列大辞典の数列 A070022)
- 下2桁52の数では最小の16の倍数である。次は752。
- 約数の和が352になる数は1個ある。(301) 約数の和1個で表せる72番目の数である。1つ前は350、次は354。
- 各位の和が10になる34番目の数である。1つ前は343、次は361。
- 各位の積が各位の和の3倍になる10番目の数である。1つ前は333、次は519。(オンライン整数列大辞典の数列 A062035)
- 352 = 82 + 122 + 122
  - 3つの平方数の和1通りで表せる90番目の数である。1つ前は336、次は364。(オンライン整数列大辞典の数列 A025321)
- 352 = 13 + 23 + 73
  - 3つの正の数の立方数の和1通りで表せる46番目の数である。1つ前は349、次は359。(オンライン整数列大辞典の数列 A025395)
  - 異なる3つの正の数の立方数の和1通りで表せる19番目の数である。1つ前は349、次は368。(オンライン整数列大辞典の数列 A025399)
  - n = 3 のときの 1n + 2n + 7n の値とみたとき1つ前は54、次は2418。(オンライン整数列大辞典の数列 A074503)
- 352 = 23 + 43 + 43 + 63
  - 4つの正の数の立方数の和で表せる80番目の数である。1つ前は350、次は353。(オンライン整数列大辞典の数列 A003327)
- 352 = 11 × 25
  - n = 5 のときの 11 × 2n の値とみたとき1つ前は176、次は704。(オンライン整数列大辞典の数列 A005015)
  - p5 × q の形で表せる4番目の数である。1つ前は224、次は416。(オンライン整数列大辞典の数列 A178740)
- 3桁以上の数で最大桁と最小桁で作る数で元の数を割り切れる41番目の数である。1つ前は341、次は360。(オンライン整数列大辞典の数列 A108343)
例．352 ÷ 32 = 11
  - 35…52 の形の数はすべて32の倍数である。(例．35…52 = 11…11 × 32)
- すべての桁が素数である45番目の数である。1つ前は337、次は353。(オンライン整数列大辞典の数列 A046034)
  - すべての桁が異なる素数である25番目の数である。1つ前は327、次は357。(オンライン整数列大辞典の数列 A124673)
- 352 = 192 − 9
  - n = 19 のときの n2 − 9 の値とみたとき1つ前は315、次は391。(オンライン整数列大辞典の数列 A028560)

## その他 352 に関連すること
- 国際電話番号の352は、ルクセンブルク。
- 第三五二海軍航空隊 は、大日本帝国海軍の飛行隊。
- 年始から数えて352日目は12月18日、閏年は12月17日。
- ウォーデン (USS Worden, DD-352) は、アメリカ海軍の駆逐艦。
- ナイファー (USS Naifeh, DE-352) は、アメリカ海軍の護衛駆逐艦。
- ハーフビーク (USS Halfbeak, SS-352) は、アメリカ海軍の潜水艦。
- ユンカース Ju 352は、第二次世界大戦時にドイツのユンカース社が開発した輸送機。